# Lago Peipus
Peipus (estoniano: Peipsi-Pihkva järv; russo: Псковско-Чудское озеро (Чудско-Псковское озеро); lago Chud) é um grande lago de água doce na divisa entre a Estônia e Rússia no norte da Europa. Consiste de três partes: lago Peipsi, lago Lämmi e lago Pihkva.
É o quinto maior lago da Europa, depois do lago Ladoga e o lago Onega, na Rússia ao norte de São Petersburgo, do lago Vener, na Suécia e do lago Saimaa, na Finlândia.
O lago cobre 3 500 km², tem uma profundidade média de 7 metros, o ponto mais profundo tem pouco mais de 15 metros. O lago é utilizado para pesca e recreação, mas sofre de grave degradação ambiental devido às indústrias.
Em 1242 foi a local da crucial Batalha do Lago Peipus (conhecida na Rússia como Batalha sobre o Gelo) entre os Cavaleiros Teutônicos e os Novgorodianos sob o comando de duco Alexandre Nevsky.